# دریاروندگان جزیره آبی‌تر
دریاروندگانِ جزیرهٔ آبی‌تر عنوان مجموعه‌ای از داستان‌های کوتاه عباس معروفی است.

## محتوا
صدای دریا از دور می‌آید. هابیل و قابیل پایان سرنوشت خود را در خلیج پررمز و راز آغاز می‌کنند و دریاروندگانِ جزیرهٔ آبی‌تر، صید مروارید را از یاد می‌برند.
آنچه می‌ماند، غروب خورشید بر فراز کپرهاست.